# Großherzoglich Hessische Staatseisenbahnen
Als Großherzoglich Hessische Staatseisenbahnen wurden diejenigen Eisenbahnen bezeichnet, die sich im Eigentum des Großherzogtums Hessen befanden. Es gab dabei keine eigenständige Eisenbahnverwaltung, wie in Bayern, Baden oder Württemberg. Vielmehr waren die einzelnen Eisenbahndirectionen für sich jeweils der Aufsicht durch das Ministerium der Finanzen unterstellt. Dieses erhielt erst am 06. September 1891 eine eigene Abteilung für Eisenbahnangelegenheiten. In Folge dessen überließ man die Verwaltung, Betriebsabwicklung und Organisation den Eisenbahndirectionen der jeweiligen Eisenbahnunternehmen.
Eine offizielle Bezeichnung gab es zunächst nicht. Die einzelnen Eisenbahnunternehmen trugen eigene Namen (z.B. Main-Neckar Eisenbahn (MNE) und Main-Weser Eisenbahn (MWE). Zunehmend setzt sich analog zu Preußen ab 1880 der Oberbegriff „Großherzoglich Hessische Staatseisenbahnen“ für alle in Staatshand befindlichen Eisenbahnen durch, um begrifflich eine Unterscheidung von den privaten Eisenbahngesellschaften im Großherzogtum (z.B. der Hessische Ludwigsbahn (HLB)) zu schaffen. Offiziell wurden jedoch nie Wagen oder Lokomotiven mit dieser Bezeichnung versehen, es wurden lediglich Uniformen mit dem großherzoglich hessischem Staatswappen für Stationspersonale und Verwaltungsbeamte geschaffen. Erst nach dem Zusammenschluss mit den Preußischen Staatseisenbahnen ab 1897 zur „Königlich Preußischen und Großherzoglich Hessischen Staatseisenbahn“ (K.P.u.G.H.St.E. – Preußisch-Hessische Eisenbahngemeinschaft) existierte im Großherzogtum Hessen eine vollwertige Eisenbahnverwaltung mit Sitz in Mainz.
Vielfach wird die frühere Existenz einer sogenannten „Großherzoglich Hessische Staatseisenbahn“ angenommen, die es organisatorisch unter einem solchen Namen jedoch nicht gegeben hat. Im früheren Sprachgebrauch wurde damit lediglich die Gesamtheit der verschiedenen Eisenbahnen in Staatsbesitz im Gegensatz zu den privaten Eisenbahngesellschaften im Großherzogtum bezeichnet.

## Übersicht
Die erste großherzoglich hessische Eisenbahn (Taunus-Eisenbahn-Gesellschaft 1838) war eine private Unternehmung. Das Großherzogtum Hessen finanzierte selbst erst 1842 (Frankfurt-Offenbacher Eisenbahn FOE), 1843 (MNE) und 1845 (MWE) Eisenbahn-Neubauten, nachdem sich durch das Scheitern der Darmstädter Eisenbahn-Gesellschaft 1841 für den Staat gezeigt hatte, dass private Investoren und Eisenbahngesellschaften allein zu unzuverlässig waren, um die Interessen des Großherzogtums im Eisenbahnbau umzusetzen. Durch die kleinstaatliche Grenzziehung konnten diese Eisenbahnen jedoch nur als Kondominalbahnen betrieben werden. Lediglich der Bau und die Finanzierung der Teile auf großherzoglich hessischem Gebiet erfolgten direkt durch das Großherzogtum Hessen. Auch die Anschaffung der ersten Lokomotiven und Wagen erfolgte anteilig durch den Staat. Die eigentliche Betriebsführung lag jedoch bei den Kondominalbahnen und wurde durch jeweils einen von den beteiligten Staaten benannten „Directorialräthen“ sichergestellt. Diese „Directorialräthe waren Staatsdiener des jeweiligen Staates und sollten bei der Betriebsführung die Interessen des eigenen Staates durchsetzen. Trotzdem agierten diese Bahnen als selbständige Directionen, die die Betriebsorganisation selbst bestimmten. Ihre Eisenbahndirektionen lagen in Darmstadt (MNE), Gießen (MWE) und Offenbach (FOE). Die Gewinne wurden unter den beteiligten Staaten aufgeteilt.
Durch die angespannte Haushaltslage des Großherzoglich Hessischen Staates konnte ein Festhalten am alleinigen Bahnbau durch den Staat nicht aufrechterhalten werden. Infolgedessen erhielten verschiedene private Aktiengesellschaften (Frankfurt-Hanauer Eisenbahn-Gesellschaft 1844, Hessische Ludwigsbahn 1845, Homburger Eisenbahn-Gesellschaft 1860 und Oberhessische Eisenbahn-Gesellschaft 1868) eine Konzession für die jeweils zum Bau beabsichtigte Strecke. Gebaut wurden diese mit privaten Investoren oder durch eine staatliche Zinsgarantie auf die Gewinne der Eisenbahn. Die Betriebsführung blieb dabei den Gesellschaften vorbehalten, nur der Streckenverlauf wurde im Vorfeld durch den Staat mitbestimmt.
Durch die hessische Niederlage im Preußisch-Österreichischen Krieg 1866 und der Annexion von Kurhessen und der freien Stadt Frankfurt durch Preußen gingen die Kondominalbahnen ganz oder anteilig in den Besitz Preußens über. Zusätzlich musste das Großherzogtum 3 Mio. Gulden Kriegsentschädigung an Preußen zahlen, was den Staatshaushalt (und damit den Bahnbau) weiter beeinträchtige. Als Folge davon entschied sich der Staat bei weiteren Eisenbahnbauten immer häufiger dazu private Eisenbahngesellschaften mit dem Bau bestimmter Eisenbahnstrecken zu beauftragen und durch staatliche Zinsgarantien zu finanzieren (1869 Worms-Bensheim, 1871 Odenwaldbahn, 1871 Wiesbachtalbahn). Formal waren diese Strecken jedoch Eigentum der Gesellschaften.
Erst 1876 änderte sich die Politik des Großherzogtums Hessen wieder und es wurde eine erste eigene Staatsbahn, die „Großherzoglich Oberhessischen Staatsbahnen“ (bis 1890 „Oberhessische Staatseisenbahnen“) gegründet. Anlass war der Erwerb der Oberhessischen Eisenbahn-Gesellschaft. Diese hatte sich nicht wie erwartet entwickelt und der Staat musste jährlich eine hohe Zinsgarantie an die Aktionäre auszahlen, um die fehlenden Gewinne der Eisenbahn auszugleichen. Sie war die einzige Eisenbahn im Großherzogtum bei der der Betrieb der Eisenbahn direkt durch den großherzoglich hessischen Staat erfolgte und deren Fahrzeuge mit dem Symbol der großherzoglich hessischen Krone versehen wurden.
Danach wurden wieder Strecken auf staatliche Kosten gebaut (Pfungstadtbahn 1886, Weschnitztalbahn und Bahnstrecke Bickenbach-Seeheim 1895). Hierbei stellte der Staat zwar das Personal und die Fahrzeuge, der Betrieb wurde jedoch wieder von der Main-Neckar Eisenbahn mitverwaltet. Entsprechend trugen auch die Wagen und Fahrzeuge nur die Bezeichnungen der MNE.
Am 1. April 1897 übernahm die Verwaltung der Preußischen Staatseisenbahnen die Betriebsführung aller Privat- und fast aller Staatseisenbahnen des Großherzogtums Hessen unter der Bezeichnung Königlich Preußische und Großherzoglich Hessische Eisenbahnbetriebs- und Finanzgemeinschaft. Lediglich die Main-Neckar Eisenbahn blieb durch den Einspruch Badens vorerst weiter unabhängig. Das Großherzogtum Hessen erhielt eine anteilige Rendite an den Gewinnen der Finanzgemeinschaft, deren Verteilungsschlüssel auf einer komplizierten Berechnung beruhte. Er wurde zwischen Preußen und Hessen-Darmstadt auf das Verhältnis 98:2 festgelegt. Die 1896 gebaute Rodgaubahn und Lumdatalbahn, sowie die erst ein Jahr später fertiggestellte Strecke Darmstadt Ost-Groß Zimmern wurden zwar noch auf Staatskosten errichtet, jedoch bereits von Anfang an von der KPuGH StE verwaltet und betrieben.
1902 schließlich wurde auch die Main-Neckar Eisenbahn mit dem Staatsvertrag über die Vereinfachung der Eisenbahnverwaltung aufgelöst. Der auf badischem Gebiet liegende Streckenteil kam zur Badischen Staatsbahn, der Streckenteil auf hessischem und preußischem Gebiet wurde Teil der Preußisch-Hessischen Eisenbahngemeinschaft und der Königlich Preußischen und Großherzoglich Hessischen Eisenbahndirektion Mainz unterstellt. Damit hörte der Begriff der Großherzoglich Hessischen Staatsbahnen als eigenständiger Begriff auf zu existieren.

## Geschichte

### Ausgangslage
Das Großherzogtum Hessen bestand im 19. Jahrhundert aus drei Provinzen. Zwischen Rhein, Main und Neckar umfasste die Provinz Starkenburg den Odenwald und das Hessische Ried. Zu ihr gehörte auch die Residenzstadt Darmstadt. Links des Rheins befand sich die Provinz Rheinhessen mit Mainz, Worms und Bingen. Ohne unmittelbare Verbindung mit diesem Gebiet umschloss die Provinz Oberhessen den Vogelsberg und die Wetterau. Die Industrialisierung erfolgte auf Grund dieser Zersplitterung erst relativ spät und sehr verhalten.
Wirtschaft
Die Wirtschaftspolitik des Großherzogtums war von Anfang an bestrebt, die aus dem 18. Jahrhundert überkommenen Strukturen zu modernisieren. Die relativ geringe Fläche des Großherzogtums und seiner Nachbarstaaten erwies sich dabei jedoch als erhebliches wirtschaftliches Problem. Das zeigte sich schon im Hungerwinter 1817/18, als sich Getreidelieferungen die deutschen Binnengrenzen und die dort erhobenen Zölle entgegenstellten. Die Wirtschaft war in der Hauptsache landwirtschaftlich und die Produktion und der Warenaustausch von Gütern lokal begrenzt. Lediglich die Residenzstadt Darmstadt, Mainz und Offenbach waren bereits vor dem Eisenbahnbau durch größere Industrie geprägt. Hierzu zählten durch die Tradition des kurfürstlichen Hofes die Herstellung von Luxusgütern, Möbeln, Firnissen und Lacken sowie feinem Leder.
Erste Planungen und Anträge
Bereits im Dezember 1835, nur kurze Zeit nachdem die erste Eisenbahn in Deutschland ihren Betrieb aufgenommen hatte, erfolgten einzelne Konzessionsanfragen von Frankfurter Bürgern an das Großherzogtum, mit der Absicht eine Eisenbahn von Frankfurt nach Mainz zu bauen, wenn eine entsprechende Gesetzesgrundlage zum Landerwerb geschaffen würde. Eine Konzessionserteilung an einzelne Privatpersonen wurde jedoch vom Staatsminister Du Thil abgelehnt und die Gründung von Gesellschaften gefordert. Um einen gesetzlichen Rahmen zu schaffen wurde dem Landtag 1836 ein Gesetzesentwurf vorgelegt, der die Enteignung von Land für den Eisenbahnbau zu Gunsten privater Gesellschaften ermöglichte. Trotz der allgemeinen Befürwortung des Baus von Eisenbahnen im Landtag, warnten bereits jetzt einige Abgeordnete vor Aktienspekulation und stellten den allgemeinen Nutzen privater Eisenbahngesellschaften für das Großherzogtum in Frage. Zu einem staatlich finanzierten Bau konnte sich der Landtag aber nicht entschließen und so wurde der Gesetzesentwurf einstimmig beschlossen. Die Initiative zum Bahnbau war damit den privaten Investoren und Banken überlassen.
Mainzer Eisenbahn Komitee und Darmstädter Eisenbahn-Gesellschaft
Die erste Initiative zum Bau eines Eisenbahnnetzes war die am 31. Januar 1836 in Darmstadt gegründete private Darmstädter Eisenbahn-Gesellschaft. Kurze Zeit danach, am 11. Februar 1836 bildete sich in Mainz ein Eisenbahn Komitee bestehend aus Kaufleuten, welche den Bau einer Eisenbahnstrecke von Frankfurt nach Mainz anstrebten. Während das Mainzer Komitee in erster Linie sein Ziel in der Erhaltung und Förderung des städtischen Handelsverkehrs sah, waren die Ziele der Darmstädter Eisenbahn-Gesellschaft ambitionierter: Sie forderte in einer Eingabe an den Großherzog am 31. Januar 1836 ein Monopol für den gesamten Eisenbahnbau im Großherzogtum Hessen. Ihr Ziel war eine Eisenbahn zu bauen, die Darmstadt mit Mannheim im Süden und nach Norden mit einer Y-förmigen Trasse mit Frankfurt einerseits und Mainz andererseits verbinden sollte. Da sie eine Nord-Süd Verbindung unter Umgehung des Großherzogtums für unmöglich hielten, sahen sie die Residenzstadt Darmstadt als neuen möglichen Mittelpunkt für das gesamte Eisenbahnwesen in Deutschland, was dem allgemeinen Nationalwohlstand zu Gute kommen sollte.
Das alleinige Vorrecht zum Eisenbahnbau wurde vom Innen- und Justizministerium prinzipiell abgelehnt. Stattdessen wurde dem Mainzer Komitee bereits einen Monat später, am 25. Februar 1836, eine vorläufige Konzession für den Bau einer Eisenbahn von Frankfurt nach Mainz auf dem linken Mainufer erteilt. Schlussendlich scheiterte die Umsetzung des Baus jedoch am Widerstand der freien Stadt Frankfurt, welche einem linksmainischen Streckenverlauf nicht zustimmen wollte. Als Folge davon gab das Mainzer Komitee am 04. Oktober 1837 seine vorläufig erteilte Konzession zurück und schloss sich einem unter Führung zweier Frankfurter Bankhäuser (Gebrüder Bethmann und Rothschild) im Jahr 1835 gegründeten Konsortium zum Bau einer Bahn auf dem rechten Mainufer an, der späteren Taunus-Eisenbahn Gesellschaft.
Zu dem Zeitpunkt als das Mainzer Komitee seine provisorische Konzession erhielt, war die Darmstädter Eisenbahn-Gesellschaft immer noch mit Verhandlungen mit dem Staat beschäftigt. Erst als am 01. Mai 1837 die Gesellschaft verbindliche Gesellschaftsstatuten mit einem verbindlichen Streckenverlauf und einem Kapital von 2 Mio. Gulden nachweisen konnte, erlaubte der Staat erste Terrainuntersuchungen für den Bahnbau. Man hatte sich nun auf einen Streckenverlauf von der Badischen Grenze über Darmstadt nach Walldorf und von dort in zwei Ästen einerseits nach Frankfurt und andererseits zur Einmündung in die Taunus-Eisenbahn entschlossen. In Vorbereitung des grenzüberschreitenden Baus schlossen die drei Staaten Baden, Großherzogtum Hessen und die freie Stadt Frankfurt am 10. Januar 1838 einen Staatsvertrag über den beabsichtigten Bau der Bahn. Auch wurde die projektierte Streckenführung im Sommer 1838 bereits vermessen. Die Regierungen waren bereit, der Darmstädter Eisenbahn-Gesellschaft eine entsprechende Konzession zu erteilen, falls die Gesellschaft das für erforderlich gehaltene Grundkapital von 6 Mio. Gulden bis zum Ende des Jahres 1841 aufbrächte. Das benötigte Kapital konnte jedoch nicht aufgebracht werden und der Staat weigerte sich, sich finanziell zu beteiligen, da mittlerweile erhebliche Zweifel bestanden, dass die Gesellschaft in der Lage war, den Eisenbahnbau erfolgreich durchzuführen. Die Darmstädter Eisenbahn-Gesellschaft löste sich daraufhin zum Ende des Jahres 1841 auf. Der privat finanzierte Eisenbahnbau durch Gesellschaften war im Großherzogtum bis auf die Taunus-Eisenbahn von Wiesbaden über Mainz nach Frankfurt erstmal gescheitert.

### Erste staatliche Bahnbauten (Kondominalbahnen)
Nach dem Scheitern der Darmstädter Eisenbahn-Gesellschaft 1841 kam das Großherzogtum zu dem Schluss, dass ein Eisenbahnbau auf Basis von privaten Aktiengesellschaften nicht durchführbar wäre. Auch wegen der territorialen Zersplitterung kam es zunächst nicht zum Bau einer eigenen Staatsbahn. Vielmehr beteiligte sich Hessen zusammen mit den Nachbarstaaten an gemeinschaftlichen Eisenbahnunternehmungen. Das waren
- die Main-Neckar-Eisenbahn-Gesellschaft mit der Freien Stadt Frankfurt und dem Großherzogtum Baden,
- die Main-Weser-Bahn mit der Freien Stadt Frankfurt und dem Kurfürstentum Hessen und
- die Frankfurt-Offenbacher Eisenbahn mit der Freien Stadt Frankfurt.

Des Weiteren beteiligte sich das Großherzogtum an der privaten Hessischen Ludwigs-Eisenbahn-Gesellschaft (700 km), deren Sitz sich in Mainz befand und die ihren Ausgang von Rheinhessen nahm.

#### Großherzoglich Oberhessischen Staatsbahnen
Erst 1876 gründete das Großherzogtum Hessen eine eigene Staatsbahn. Anlass war der Erwerb der Oberhessischen Eisenbahn-Gesellschaft, nachdem diese sich nicht wie erwartet entwickelt hatte und der Staat jährlich eine Zinsgarantie an die Aktionäre auszahlen musste. Die Oberhessische Eisenbahn-Gesellschaft hatte von Gießen aus zwischen 1869 und 1871 die Bahnstrecke Gießen–Fulda und die Lahn-Kinzig-Bahn eröffnet und betrieben. Von insgesamt 175,8 km Strecke lagen (1880) 147,2 km in Hessen-Darmstadt und 28,0 km in Preußen. Das Großherzogtum gründete für seine Staatsbahn eine Eisenbahndirektion mit Sitz in Gießen.

##### Betrieb
Im Güterverkehr wichtig war 1883 der Anschluss der Braunkohlegrube „Friedrich“ im Bahnhof Trais-Horloff. Auf der Grubenbahn selbst führte das Bergwerk den Verkehr mit eigenen Lokomotiven durch.
Die Staatsbahn erweiterte ihr Streckennetz gemäß einem Gesetz vom 29. Mai 1884 um drei Nebenbahnen, die von der Linie Gießen–Gelnhausen in den Vogelsberg hineinführten:
- Nidda–Schotten ab 26. Mai 1888
- Stockheim–Gedern ab 1. Oktober 1888
- Hungen–Laubach ab 1. Juni 1890

Eine weitere staatliche Nebenbahn wurde am 20. Dezember 1886 zwischen Eberstadt und Pfungstadt eröffnet. Sie war nur 1,9 km lang und wurde von der Main-Neckar-Eisenbahn-Gesellschaft betrieben, besaß aber eigenes Personal sowie eigene Lokomotiven und Personenwagen. Weiter folgten
- die Weschnitztalbahn (1895), die ebenfalls von der Main-Neckar-Bahn betrieben wurde[5],
- die Rodgaubahn (1896) und
- die Bahnstrecke Offenbach-Bieber–Dietzenbach (1898)

sowie im Norden, nordöstlich von Gießen
- die Lumdatalbahn von Grünberg, ab 1. August 1896 zunächst bis Londorf, ab 1902 weiter bis Lollar.

Als letzte Strecke der Großherzoglich Hessischen Staatseisenbahnen wurde 1897 östlich von Darmstadt die Bahnstrecke Darmstadt Ost–Groß-Zimmern in Betrieb genommen.
Die Staatsbahn wurde seitens des Großherzogtums vorwiegend aus strukturpolitischen Gründen betrieben. Wirtschaftlich war sie genzwertig: Der Überschuss lag in der Regel unter 1 %.

## Ende
Das Königreich Preußen und das Großherzogtum Hessen gründeten am 23. Juni 1896 mit einem Staatsvertrag die Preußisch-Hessische Eisenbahngemeinschaft. Preußen wollte damit vor allem die lästige Konkurrenz der Hessischen Ludwigsbahn beseitigen (was gelang) und ein Startsignal Richtung „Reichseisenbahn“ setzen (was misslang). Das Großherzogtum wurde bei dieser Gelegenheit seine unrentable Staatsbahn los. So übernahmen die Preußischen Staatseisenbahnen die Betriebsführung der Staatseisenbahnen des Großherzogtums Hessen zum 1. April 1897. Zuständige Direktionen wurden für die Strecken in der Provinz Oberhessen die Königliche Eisenbahndirektion Frankfurt/Main und für die Strecken in den Provinzen Rheinhessen und Starkenburg die Königlich Preußische und Großherzoglich Hessische Eisenbahndirektion Mainz.